# Asilus lycorius
Asilus lycorius är en tvåvingeart som beskrevs av Walker 1851. Asilus lycorius ingår i släktet Asilus och familjen rovflugor. Inga underarter finns listade i Catalogue of Life.